# Уральська міська адміністрація
Ура́льська міська адміністрація (каз. Орал қаласы әкімдігі, рос. Уральская городская администрация) — адміністративна одиниця у складі Західноказахстанської області Казахстану. Адміністративний центр — місто Уральськ.
Населення — 345787 осіб (2021; 247236 у 2009, 221855 у 1999, 225945 у 1989).

## Склад
До складу входять місто Уральськ,3 селищні адміністрації та 1 сільський округ:
| Поселення                               | Площа, км² | Населення, осіб (1989) | Населення, осіб (1999) | Населення, осіб (2009) | Населення, осіб (2021) | Центр        | К-ть НП |
| --------------------------------------- | ---------- | ---------------------- | ---------------------- | ---------------------- | ---------------------- | ------------ | ------- |
| Уральськ, місто                         | -          | 199835                 | 194905                 | 202161                 | 247467                 | -            | 1       |
| Деркульська селищна адміністрація       | -          | 8826                   | 8954                   | 10187                  | 28861                  | Деркул       | 2       |
| Зачаганська селищна адміністрація       | -          | 12570                  | 13466                  | 27683                  | 59909                  | Зачаганськ   | 2       |
| Круглоозернівська селищна адміністрація | -          | 3781                   | 3976                   | 5121                   | 7072                   | Круглоозерне | 2       |
| Желаєвський сільський округ             | -          | 933                    | 554                    | 2084                   | 2478                   | Желаєво      | 1       |

## Найбільші населені пункти
Населені пункти з чисельністю населення понад 1000 осіб:
| № | Населений пункт | Населення, осіб (1989) | Населення, осіб (1999) | Населення, осіб (2009) | Населення, осіб (2021) |
| - | --------------- | ---------------------- | ---------------------- | ---------------------- | ---------------------- |
| 1 | Уральськ        | 199835                 | 194905                 | 202161                 | 247467                 |
| 2 | Зачаганськ      | 12090                  | 12906                  | 27065                  | 58356                  |
| 3 | Деркул          | 8385                   | 8606                   | 9786                   | 28407                  |
| 4 | Круглоозерне    | 2680                   | 2942                   | 3782                   | 5705                   |
| 5 | Желаєво         | 933                    | 554                    | 2084                   | 2478                   |
| 6 | Мілові Горки    | 480                    | 560                    | 618                    | 1553                   |
| 7 | Серебряково     | 1101                   | 1034                   | 1339                   | 1367                   |

## Господарство

### Рекреація
Станом на 2025 рік в межах адміністрації існує 10 офіційних місць масового відпочинку, туризму та спорту на водних об'єктах та водогосподарських спорудах:
- приватний пляж бази відпочинку «Inkyar» (ПП «Култаев») на річці Жайик;
- комунальний пляж туристичного табору «Самал» на річці Чаган;
- приватний пляж в межах міського парку культури і відпочинку (ТОВ «Евростандарт») на річці Чаган;
- приватний пляж в межах міського парку культури і відпочинку (ПП «Щербатова») на річці Чаган;
- комунальний пляж міського парку культури і відпочинку на річці Чаган;
- приватний пляж бази відпочинку «Set Sail Park» (ТОВ «ПСП Серик») на річці Чаган;
- приватний пляж туристичної бази «Светлячок» (ПП «Батыров») на річці Деркул;
- комунальний пляж туристичної бази «Евразия» на річці Деркул;
- приватний пляж бази відпочинку «Grits park» (ПП С. И. Грицан) на річці Деркул в селищі Деркул Деркульського селищного округу;
- приватний пляж бази відпочинку «Арна» (ПП «Gradus») на Желаєвському кар'єрі.